# Pegaso Z-403 Monocasco
Le Pegaso Z-403 Monocasco était un autocar à deux niveaux produit par le constructeur espagnol Pegaso pour le marché intérieur espagnol de 1951 à 1957.

## Histoire
L'étude du Pegaso Z-403 Monocasco remonte à 1949 mais sa fabrication n'a débuté qu'en 1951. Il reprend le concept du Lancia Omicron d'entre deux guerres avec la moitié arrière relevée d'un demi niveau. Cette disposition permettait d'augmenter le volume de la soute à bagages pour les longs trajets et d'offrir une meilleure visibilité sur le paysage aux passagers. Plusieurs constructeurs américains ont repris ce concept, notamment General Motors avec son GMC PD-4501 Scenicruiser à trois essieux de 1954.
La conception du Z-403 a permis d'apporter une évolution notable pour la sécurité et le confort des passagers. Le Z-403 a été considéré comme un véhicule « Pullman » grâce à son confort et ses commodités. Dans sa version standard, il était doté d'une radio, d'un bar et d'une petite bibliothèque.

## Caractéristiques techniques
Le véhicule disposait d'une structure monocoque qui permettait une meilleure utilisation de l'espace, avec la partie mécanique située sous le plancher au centre du véhicule, isolée de l'habitacle.
Comme le code de la route espagnol l'imposait, à l'époque, le véhicule avait une longueur totale de 10,0 mètres et une offrait une capacité de transport de 37+3 sièges dans la version Pullman et de 45+2 sièges dans la version Luxe. 
Le véhicule pesait 4,8 tonnes à vide, poids assez faible pour un véhicule de cette taille.
Pour assurer un plus grand confort, il était équipé d'une suspension avant indépendante, avec des barres de torsion longitudinales et transversales. La carrosserie était entièrement en alliage léger.
Le moteur diesel Pegaso de 125 ch était monté au centre du véhicule, juste au droit du demi-pont supérieur, assurant une bonne répartition des charges et assurant une bonne stabilité. C'était le même moteur utilisé jusqu'alors sur tous les véhicules de la marque, un six cylindres en ligne de 9,3 litres de cylindrée. Une version essence de 145 ch (108 kW) a également été développée, qui n'a cependant jamais dépassé le stade du prototype en raison de sa consommation excessive.
1 186 exemplaires du Z-403 Monocasco ont été fabriqués dans l'usine Pegaso de Barcelone. Les principaux clients ont été les compagnies aériennes espagnoles Iberia et Aviaco, et l'opérateur de voyages Atesa.